# E-mu Emax

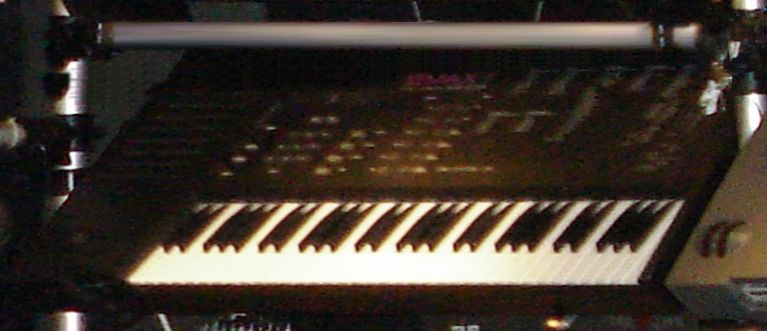
E-mu Emax II

Emax ist die Bezeichnung für eine Modellreihe von Samplern, die zwischen 1986 und 1995 in Form von zwei Modellen von E-mu Systems entwickelt, produziert und verkauft wurden. Parallel dazu hatte E-mu Systems auch die wesentlich teureren Modelle Emulator II und III im Programm. Die Emax-Modelle erschienen als Antwort auf die Konkurrenz in Form des Akai S-612 und des Sequential Prophet 2000 und sollten im unteren Bereich des Samplermarktes eine Lücke schließen.
Die Bezeichnung Emax kann sich auf zwei verschiedene Emax-Modelle beziehen, den Emax (graues Gehäuse) und den Emax II (schwarzes Gehäuse).

## Emax
Der erste Emax erschien 1985, nachdem der Emulator II aus der Produktion genommen worden war. Das Grundmodell kostete 2995 US-Dollar;
Von E-mu Systems wurden zahlreiche Upgrades für den Emax angeboten. Die Emax HD-Erweiterung wartete mit einer 20-MB-Festplatte auf, um Samples bequem und schnell speichern zu können. Die Emax SE-Erweiterung verwandelte den Emax in einen additiven Synthesizer.

## Emax II
Nach dem Emax kam im Jahr 1989 der Emax II auf den Markt. Dieser war ein echter 16-Bit-Sampler mit einer erweiterten Polyphonie und obendrauf einem Sequenzer. In dem Emax II wurden neue digitale Komponenten (vor allem Filter) verbaut, die sich im Klang von den Originalbauteilen des Emax unterschieden.